# Wolfgangmaßen

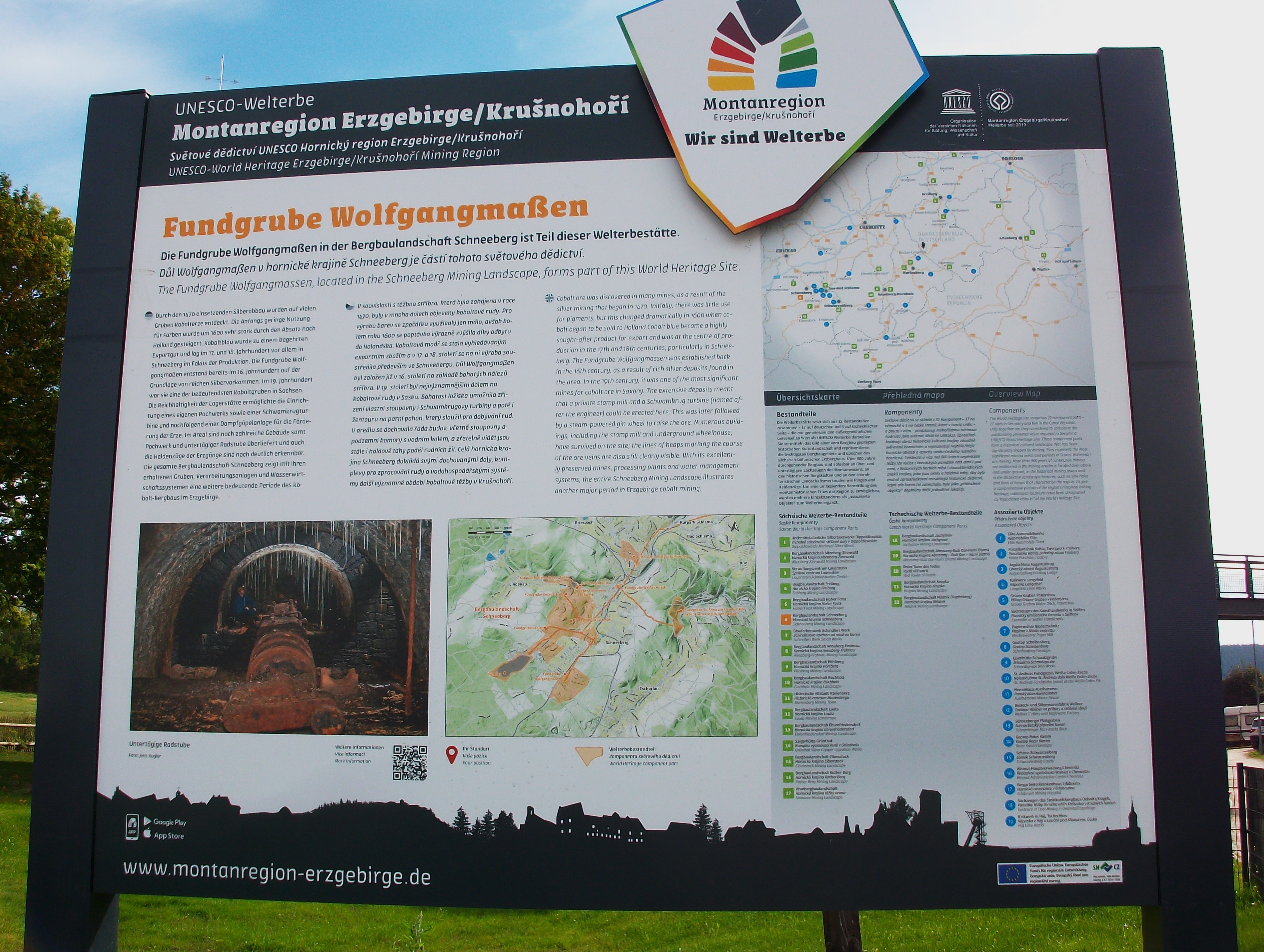
UNESCO Erzgebirge, Info Fundgrube Wolfgangmaßen (Schneeberg)

Wolfgangmaßen ist ein Gemeindeteil der Bergstadt Schneeberg im sächsischen Erzgebirgskreis. Er gehört zur ehemals selbstständigen Bergstadt Neustädtel. Namensgebend und in der Entwicklung des Siedlungsteils bedeutend ist die Fundgrube Wolfgangmaaßen, aus der seit dem 16. Jahrhundert Erz gefördert wurde. Sie ist in ihrer Gesamtheit aus Bergwerksgebäuden, Schächten und Halden Bestandteil der Bergbaulandschaft Schneeberg innerhalb der Montanregion Erzgebirge/Krušnohoří, welche seit 2019 zum UNESCO-Welterbe gehört.

## Geographische Lage

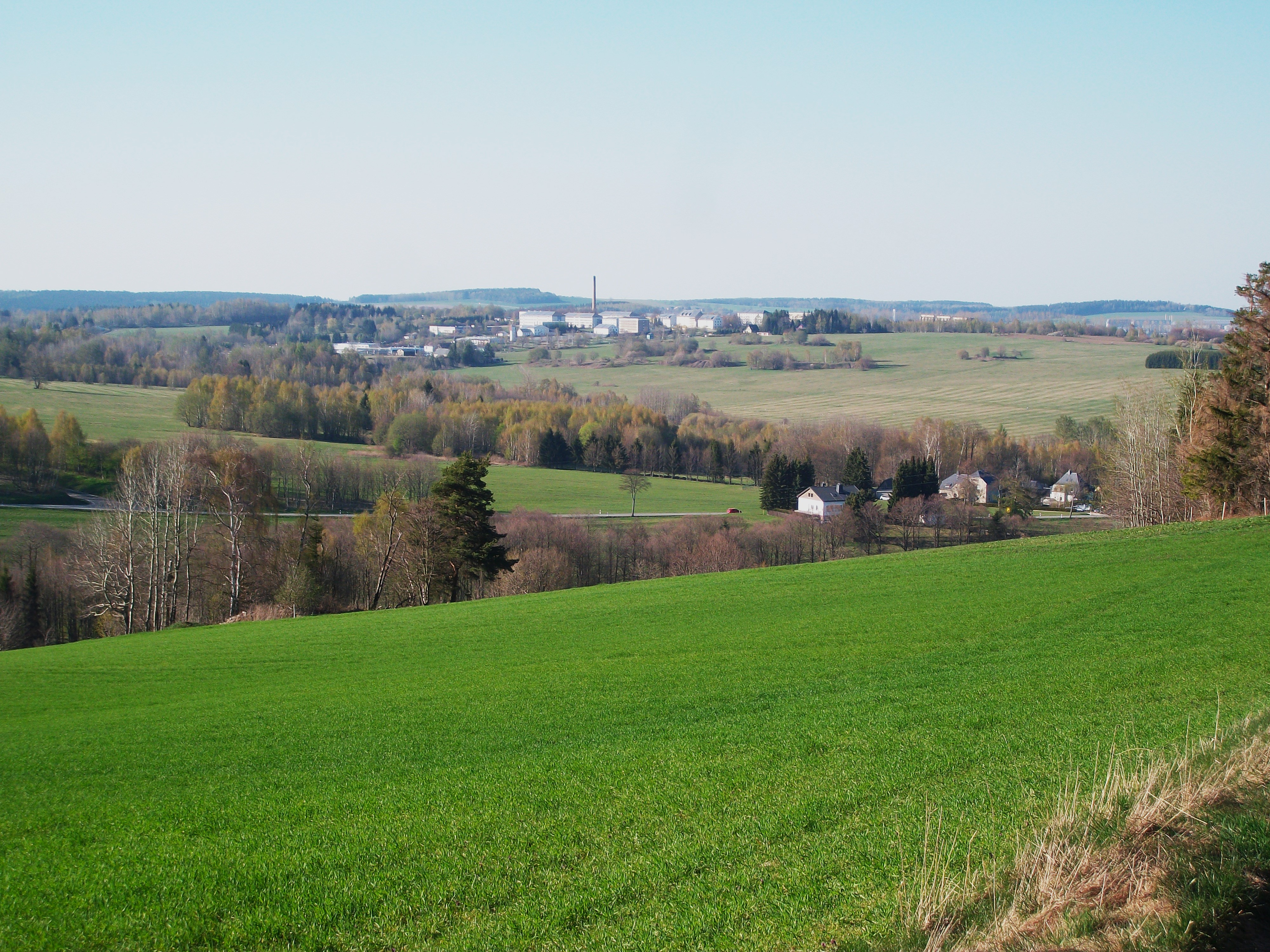
Blick vom Steinberg (Zschorlau) nach Wolfgangmaßen

Die Plattenbauten und die Polizeifachschule auf dem Areal der ehemaligen Jägerkaserne befinden sich diesseits der B 169, die historischen Gebäude der Bergsiedlung Wolfgangmaßen auf dem Hohen Gebirge jenseits der B 169. Von Wolfgangmaßen aus bietet sich ein sehr schönes Panorama über die Städte Neustädtel und Schneeberg und das Neustädtler Grubenfeld.
Die Gebäude der denkmalgeschützten Fundgrube Wolfgang Maßen (Alt-Wolfgangmaßen) mit Pochwerksgebäude einschließlich Uhr, Huthaus, Bergschmiede, zwei Steigerwohnhäusern, zwei Gestängeschächten, Radstube mit Aufschlags- und Abzugsrösche, Mundloch der Aufschlagrösche, Kunst- und Treibeschächte, Mauerreste des Treibe- und Kesselhauses sowie Halde einschließlich sämtlicher Haldenstützmauern liegen am Filzbach an der Bundesstraße 169 nach Hundshübel.

## Etymologie
Eine Maaß bezeichnete im Bergbau die an eine Fundgrube in Erstreckung des Erzganges angrenzenden Grubenfelder. Der Grubenname Wolfgang ist dem heiligen St. Wolfgang geweiht.

## Geschichte

### Grube Wolfgangmaaßen

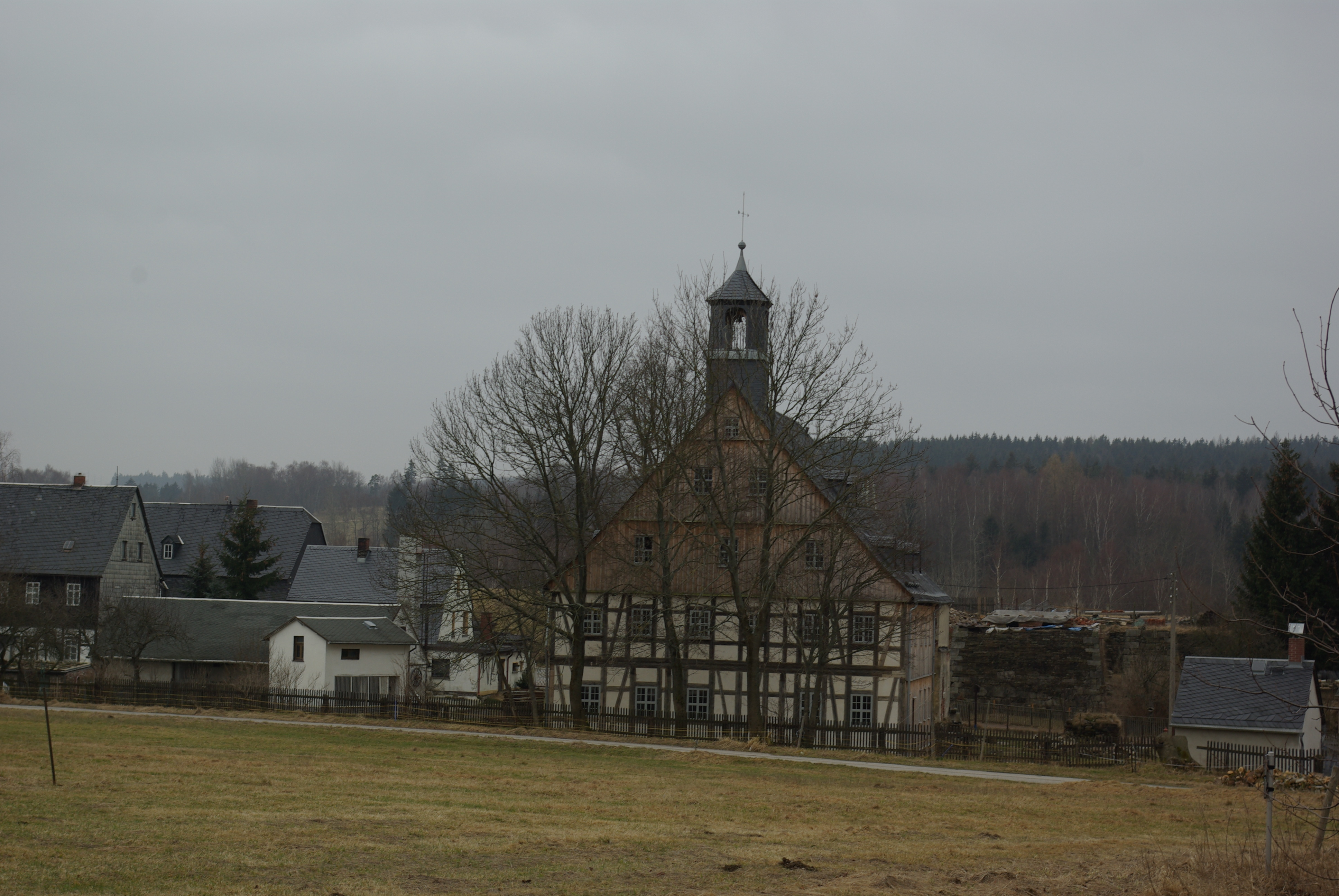
Pochwerksgebäude der Grube Wolfgangmaaßen

Im Jahr 1555 wurde die auf dem Wolfgang Spat bauende, auf Neustädtler Flur  liegende St. Wolfgang Fundgrube verliehen. Im Jahr 1572 gab es den ersten Silberfund. Ab 1609 wurden gezielt Kobalterze abgebaut. Aus dem Jahr 1620 ist der erste schriftliche Nachweis über die Menge des gewonnenen Kobalts überliefert. Die Grube Wolfgang Maaßen umfasste das gesamte Grubenfeld von der Unteren 3. Maaß bis zur Oberen 8. Maaß. Im Jahr 1818 wurde die St. Wolfgang Fundgrube mit Wolfgang Maaßen vereinigt. Der Schacht der Oberen 6. Maaß wurde als Treibeschacht ausgebaut. Das Gebäudeensemble befindet sich heute auf den Flurstücken 727/2, 727/5, 727/8, 727/9, 727/11, 727/12, 727/13, 701/6.
Der heute nicht mehr existente Pferdegöpel wurde 1790 errichtet. 1816–1818 folgte der Bau eines Pochwerkes für die Erzaufbereitung. In der zweiten Hälfte des 19. Jahrhunderts wurden auf Wolfgang Maaßen ein Turbinen- und später ein Dampfgöpel errichtet. In dieser Zeit erlebte der Kobalt-, Wismut- und Silberbergbau seine letzte Blüte. Der tonnlägige Schacht erreichte eine seigere Teufe von 378 m. Im ersten Viertel des 20. Jahrhunderts wurde der Bergbau auf der Grube komplett eingestellt.

### Siedlung Wolfgangmaßen und die Kaserne

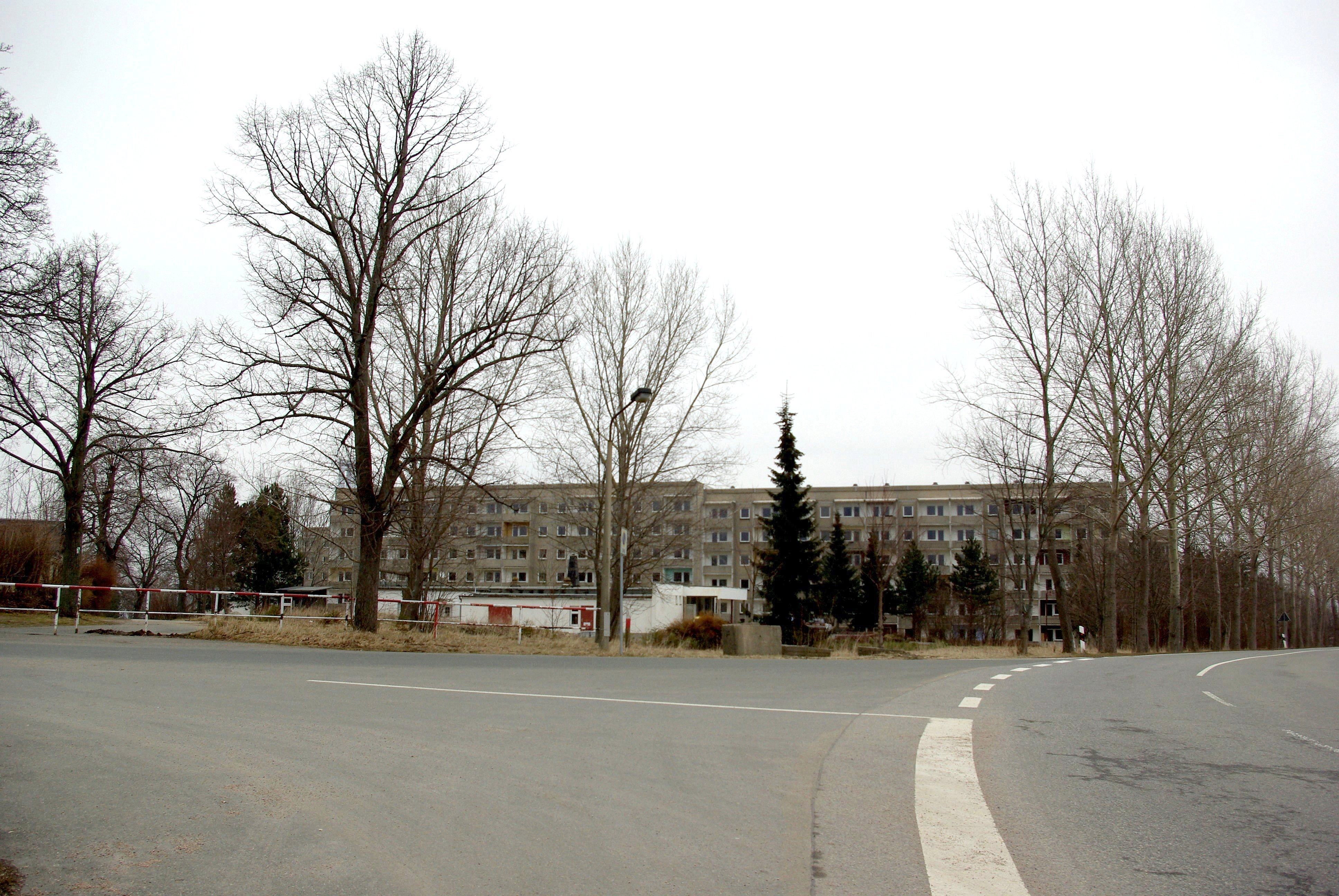
Seit 2010 unbewohnte Plattenbausiedlung Hohes Gebirge in Wolfgangmaßen

Ab 1946 begann im Schneeberger Revier der Uranbergbau der SDAG Wismut. Zwischen den Fundgruben Wolfgangmaßen und Priester entstand neben der Bergarbeitersiedlung ab Anfang 1949 eine Wismutsiedlung für ca. 1500 Menschen, mit Unterkunfts- und Verwaltungsgebäuden. Zur Siedlung gehörte ein Wismut Landwarenhaus und das im Oktober 1953 eingeweihte Kulturhaus. Am 16. März 1952 wurde in der Siedlung eine kleine hölzerne Kapelle, das Haus der Kirche nach einem Jahr Bauzeit eingeweiht. Diese befand sich unterhalb der Gaststätte Zum Schützenhaus, auf dem Flurstück der heutigen Hundshübler Straße 3. Nach dem Ende des Uranbergbaues in Neustädtel zog die Kasernierte Volkspolizei in die Siedlung. Die Kirche wurde abgebaut und in den Auer Ortsteil Auerhammer umgesetzt, wo sie am 6. Februar 1959 wieder eröffnet wurde. Ab 1963 nutzte die Nationale Volksarmee die Kaserne in Wolfgangmaßen. In den 1970er-Jahren entstanden neben der Kaserne zwei Plattenbauten auf der Priesterstraße. 1984 wurde das bestehende Wohngebiet durch das Wohngebiet Hohes Gebirge mit drei weiteren Wohnblöcken, der Paul-Blechschmidt-Oberschule und einen Kindergarten, mit angeschlossener Kinderkrippe, erweitert.

### Entwicklung nach 1990
Am 1. April 1991 übernahm die Bundeswehr die Kaserne und nannte sie in Jägerkaserne um. Nach einer zunächst abgewendeten Schließung der Kaserne wurden am 14. September 2007 das zuletzt dort stationierte Gebirgsjägerbataillon 571 und die Versorgungskompanie 370 außer Dienst gestellt und am 31. März 2008 wurde die Jägerkaserne trotz Protesten endgültig geschlossen. Ab 2009 dienten Teile der Kasernenunterkünfte als Asylbewerberheim für mazedonische Roma.
Die seit 1990 für rund 65 Millionen Euro sanierten Kasernenanlagen, bestehend aus ca. 40 ha Land und 40 Gebäuden, wurden im Jahr 2009 für zwei Millionen Euro an den bayerischen Unternehmer Gustav Struck veräußert.

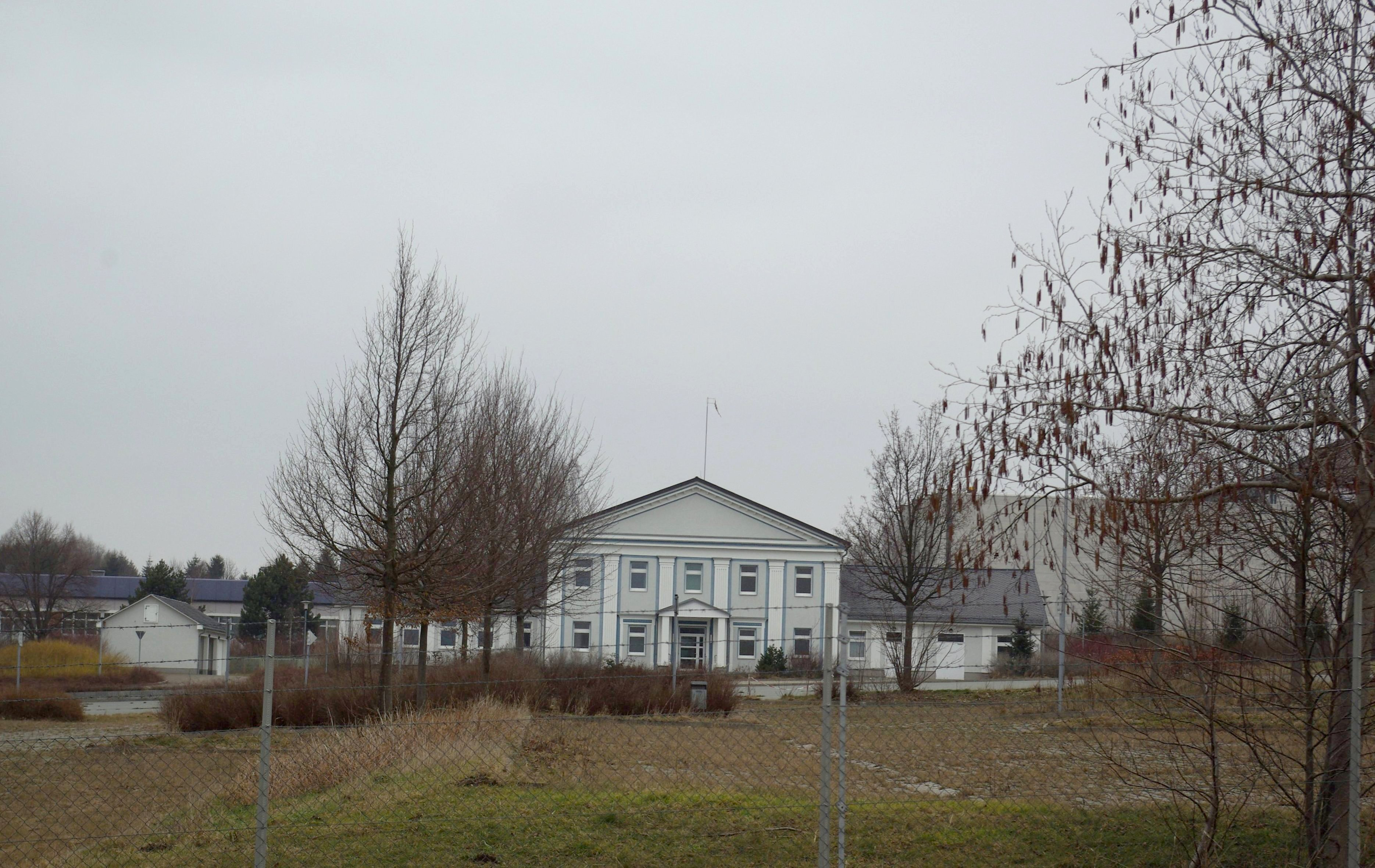
Ehemaliges Kulturhaus der Wismut

Nach der Wiedervereinigung verschlechterte sich die Infrastruktur im Ortsteil zunehmend. 1992 wurde die bestehende Paul-Blechschmidt-Oberschule geschlossen und wie der benachbarte Kindergarten abgerissen. Zwei im Ortsteil befindliche Kaufhallen, die HO zwischen Alt- und Neubaugebiet und der an der Kaserneneinfahrt befindliche Konsum schlossen ebenfalls Anfang 1990er-Jahre. Die an der Hundshübler Straße befindliche Gaststätte Zum Schützenhaus, auch als De Ratt bekannt, schloss ebenfalls Ende der 1990er-Jahre. Einige Neubaublöcke des Wohngebietes wurden 2010 leer gezogen. Die Stadt Schneeberg plante Anfang der 2010er-Jahre den Abriss dieser Häuser.
Im Oktober 2013 erfolgte der Abriss des oberen Wohnblocks des Hohen Gebirges mit den Hausnummern 2–18, nachdem der untere Wohnblock bereits einer Grünfläche weichen musste.
Die Gebäude der Fundgrube Wolfgangmaßen werden seit 1999 vom Schneeberger Bergbauverein saniert und rekonstruiert. Neben dem Pochwerksgebäude gehören auch das Huthaus, das Wohnhaus des Steigers, die Schmiede und das Pochwerkssteigerhaus zum Ensemble der Fundgrube und können u. a. zum Schneeberger Bergstreittag jeweils am 22. Juli eines Jahres besichtigt werden. Seit 2019 gehören sie als Bestandteil der Bergbaulandschaft Schneeberg zur UNESCO-Welterbe-Montanregion Erzgebirge/Krušnohoří.
Am 19. Oktober 2013 demonstrierten ca. 1500 Personen gegen die Unterbringung von Asylbewerbern in den leerstehenden Kasernen. Die Demonstration hatte Stefan Hartung, Vorsitzender des Kreisverbandes Erzgebirge der rechtsextremen NPD, organisiert. Ab 2015 bis 2018 wurden Teile der Jägerkaserne für 28 Millionen Euro umgebaut, um dort die Polizeifachschule Schneeberg unterzubringen. Ein weiterer Teil des Kasernengeländes dient seit 2015 als Erstaufnahmeeinrichtung des Freistaates Sachsen für Asylbewerber.
Der Bergbauverein hat seit längerem dafür geworben, der Grube wieder ein Pochwerk zu verschaffen. Im August 2024 wurden dafür mit finanzieller Unterstützung des Fördervereins Montanregion Erzgebirge in einer Lößnitzer Gießerei nun drei Pochsohlen neu gegossen. Das neue Pochwerk soll im Jahr 2025 eingebaut werden und in Betrieb gehen.

## Religion

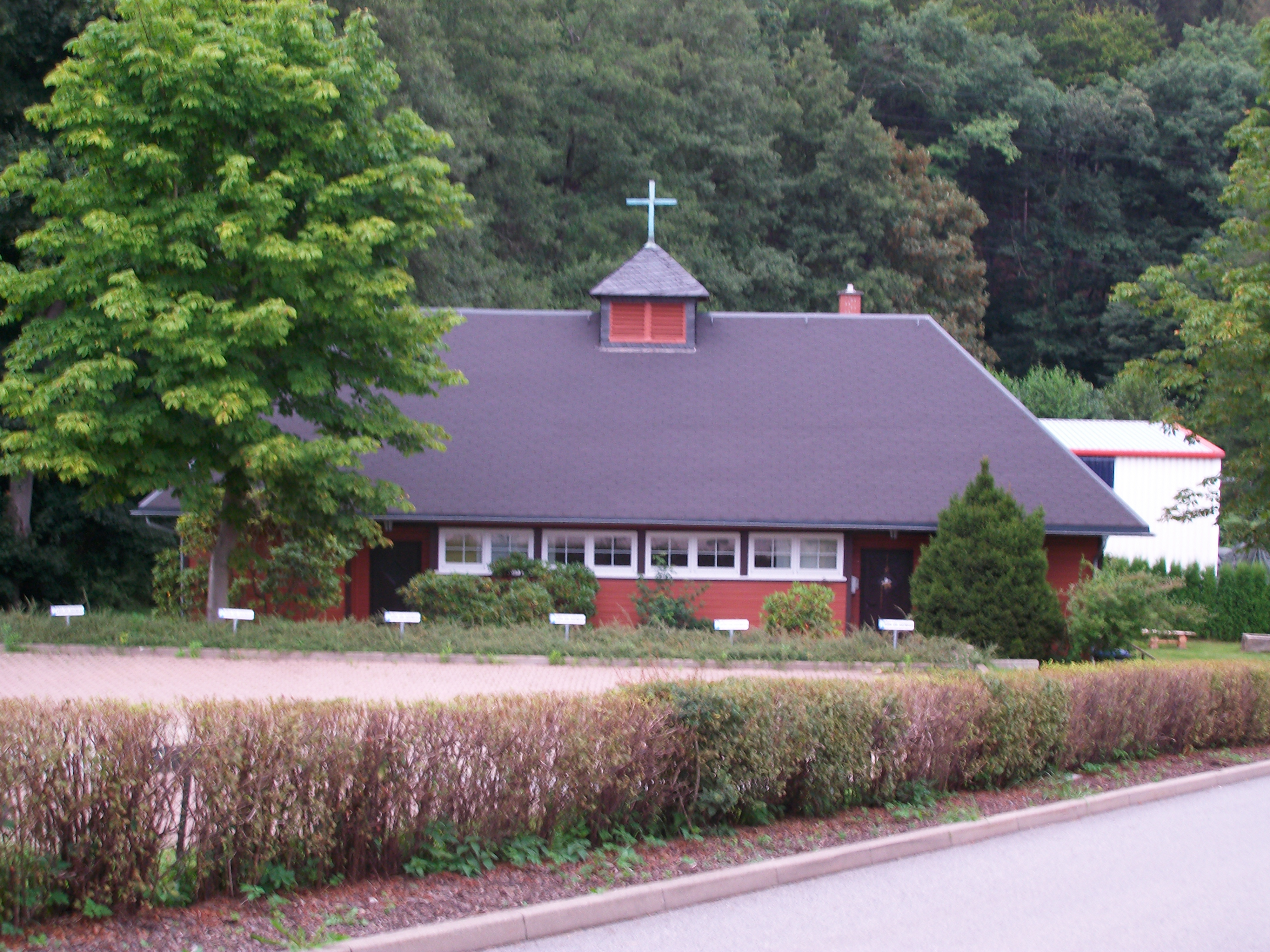
Haus der Kirche im Auer Ortsteil Auerhammer, bis 1959 in Wolfgangmaßen genutzt

- Wolfgangmaßen gehörte immer zur evangelisch-lutherischen Kirchgemeinde in Neustädtel mit der Kirche Zu unserer lieben Frauen. Zur Zeit der Reformation befand sich auf dem Hohen Gebirge bei der Fundgrube Daniel die Kapelle St. Anna, in welcher im Jahre 1518 die erste lutherische Predigt der Region stattfand. Die Kapelle gehörte der Knappschaft des Schneeberg-Neustädtler Reviers.
- 1952 bekam die neu entstandene Bergbausiedlung Wolfgangmaßen eine hölzerne Kirchenbaracke des Typs „Haus der Kirche“ aus dem Notkirchenprogramm von Otto Bartning (sogenannte „Häuser der Kirche“),[13] welche mit Umwandlung der Siedlung in eine Kaserne 1959 nach Auerhammer umgesetzt wurde. Die Baracke diente bis zur Einweihung der Auferstehungskirche im Jahr 1952 als Ersatzkirche für die im Deformationsgebiet liegende alte Kirche von Oberschlema.

## Sehenswürdigkeiten

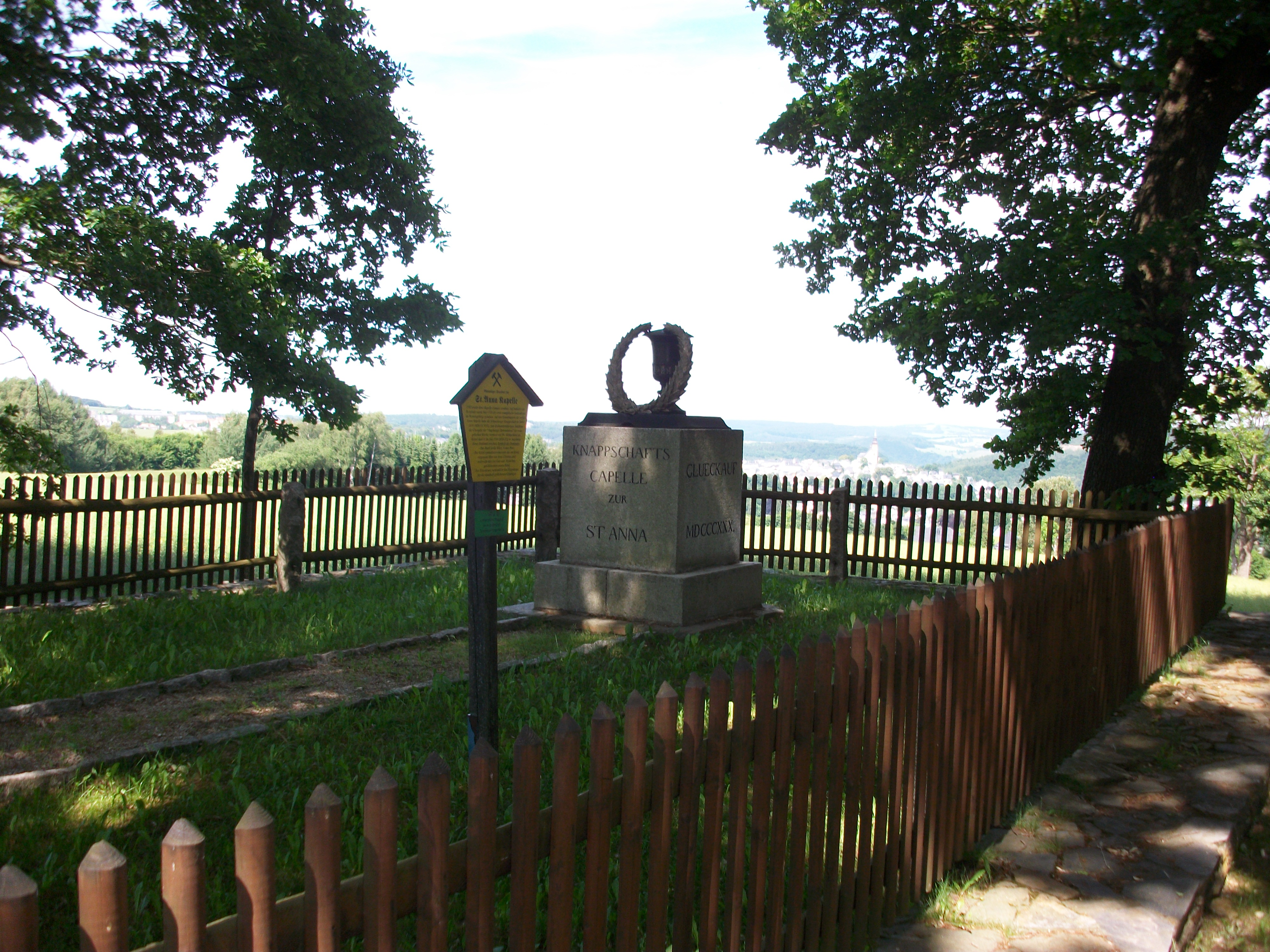
Denkmal St. Anna

- Schneeberg-Neustädtler Bergbaulehrpfad u. a., mit den Fundgruben Wolfgangmaßen, Daniel, St. Anna und Schindler und dem heute als Strandbad genutzten Filzteich. Der Filzteich ist eine der ältesten Talsperren Sachsens. Er entstand von 1474 bis 1495 als Wasserreservoir des Bergbaues und wurde in den 1930er-Jahren zum Strandbad ausgebaut.
- Bergdenkmal am Schindlerschacht: aus drei Granitblöcken mit in Bronze gegossenem Konterfei eines Bergmanns, Schlägel und Eisen über einer Nische für das Geleucht sowie einem Berggedicht.[14]
- Das Denkmal St. Anna bei der Fundgrube Daniel erinnert an das 300-jährige Jubiläum der Verkündung der Augsburger Konfession im Jahre 1830. Hier befand sich zur Zeit der Reformation eine Kapelle, in der 1518, d. h. ein Jahr nach dem Thesenanschlag an der Schlosskirche zu Wittenberg, die erste lutherische Predigt der Gegend abgehalten wurde.
- Areal der Fundgrube Wolfgang Maaßen[15]

## Bildung und Sport
Vor 1990 existierte in Wolfgangmaßen die Polytechnische Oberschule P. Blechschmidt. Ab dem Schuljahr 1991/1992 wurde sie als Grundschule weitergeführt und Mitte der 1990er-Jahre geschlossen und später abgerissen.
Bis zur Schließung der Jägerkaserne im Jahr 2008 nutzten u. a. die Leichtathleten des ASV Vorwärts Wolfgangmaßen und die Schwimmer des SV Schneeberg die Sportanlagen der Kaserne. Nach der Schließung war ihnen der Zugang zu ihrem Trainingsgelände versagt, weshalb den erfolgreichen Athleten des ASV Vorwärts Wolfgangmaßen das Aus drohte.

## Verkehr
Durch Wolfgangmaßen verläuft die Bundesstraße 169  von Schneeberg über Stützengrün ins Vogtland. Die Zufahrt zum Filzteich führt am Gelände der ehemaligen Jägerkaserne vorbei.